# Szicília
Szicília (olaszul és szicíliaiul: egyaránt Sicilia, IPA: [siˈʧiːlja]) a Földközi-tenger legnagyobb, illetve Európa hetedik legnagyobb szigete, egyben Olaszország legnagyobb területű régiója, amely elsősorban a gazdag történelmi és kulturális örökségéről híres, beleértve az ókori görög és római emlékeket, valamint a barokk városokat. Emellett világszerte ismert a különleges konyhájáról és aktív vulkánjáról, az Etnáról. 25 708 km²-es területével Olaszország legnagyobb régiója, ezzel az ország területének mintegy 8,5%-át fedi le. Közel 5 millió fős lakosságával pedig az ország negyedik legnépesebb része, ezzel az Olaszország népességének 8,4%-ával rendelkezik.
Székhelye a "La Felicissima" beceneven is emlegetett Palermo, amely nevezetes gazdag történelméről, amelyben arab, normann, bizánci és barokk hatások keverednek, amit számos műemlék és épület is tükröz (pl. a Palotakápolna és a Katedrális). Emellett a város ismert élénk piacairól (mint a Ballarò és a Vucciria), gazdag gasztronómiájáról, valamint a közeli tengerpartjáról (Mondello). De nevezetesebb települései közé tartozik Catania, az Etna lábánál fekvő város, fontos ipari és egyetemi központ, Messina, stratégiai kikötőváros a szoros mellett, kapu a szárazföld felé, illetve Siracusa történelmi városa, gazdag ókori görög örökséggel.
Szicília a Földközi-tenger legnagyobb szigete, Olaszország déli részén, a Messinai-szoros választja el az olasz szárazföldtől. Területe hegyvidékes, a sziget belsejét dombok és középhegységek uralják, míg a partvidék síkabb és termékenyebb. A legmagasabb pontja az Etna, Európa legaktívabb vulkánja. Szicília partjait számos kisebb öböl, sziklafal és homokos strand tagolja. A szigetet több kisebb szigetcsoport veszi körül, például a Lipari-, az Egadi- és a Pelagie-szigetek. Éghajlata tipikusan mediterrán: forró, száraz nyarakkal és enyhe, csapadékos telekkel. A földrajzi változatosság kedvez a mezőgazdaságnak is, különösen az olajfa, citrusfélék, szőlő és mandula termesztésének. Szicília fekvése miatt mindig is fontos kereskedelmi és stratégiai központ volt a Földközi-tenger térségében.
Történelme rendkívül gazdag és sokszínű, mivel a szigetet számos civilizáció uralta az évezredek során. Az ókorban görög gyarmatosítók alapították városait, mint például Szürakuszát, amely fontos kulturális központ lett. Később a rómaiak hódították meg, majd a Nyugatrómai Birodalom bukása után bizánci, arab és normann uralom következett. Az arabok fejlett mezőgazdaságot és kultúrát hoztak, a normannok pedig fénykorát hozták el Palermónak. A középkorban a sziget a spanyol, majd a Bourbon uralom része lett. 1860-ban Giuseppe Garibaldi vezetésével csatlakozott az egységesülő Olaszországhoz. A második világháború alatt stratégiai jelentősége miatt súlyos harcok színtere volt. Ma Szicília autonóm régióként része Olaszországnak, és történelmi öröksége továbbra is fontos szerepet játszik identitásában.

## Nevének eredete
Szicília nevének eredete az ókori szikán és szikel népekhez vezethető vissza, akik a sziget őslakosai voltak. A görögök Sikelia néven említették a területet. Később a rómaiak átvették ezt a nevet, és latinul Sicilia formában használták.

## Földrajza
Nyugatról a Szicíliai-szoros, északról a Tirrén-tenger, keletről a Messinai-szoros és a Jón-tenger, délről pedig Földközi-tenger és Málta határolja. 

### Szigetek és vulkánok
Olaszország Calabria tartományától a Messinai-szoros választja el kelet felől. A szigeten található Európa leghatalmasabb tűzhányója, az Etna (3370 m), nem messze Catania városától. Igen aktív vulkán, gyakori kitörések jellemzik.
Szicíliához tartoznak a tőle északra fekvő Lipari-szigetek (más néven: Éoli-szigetek), Ustica szigete északnyugati irányban, a nyugati partokhoz közeli Egadi-szigetcsoport és Pantelleria szigete, valamint a délnyugati irányban húzódó Pelagie-szigetek, (Málta és Tunézia partja közt félúton). A térségben az Etnán kívül vulkáni eredetűek a Lipari-szigetek, Ustica, valamint Pantelleria szigete is. Az itt található vulkánok közül több még ma is működik: ilyen a Stromboli és a Vulcano.

### Domborzat és vízrajz

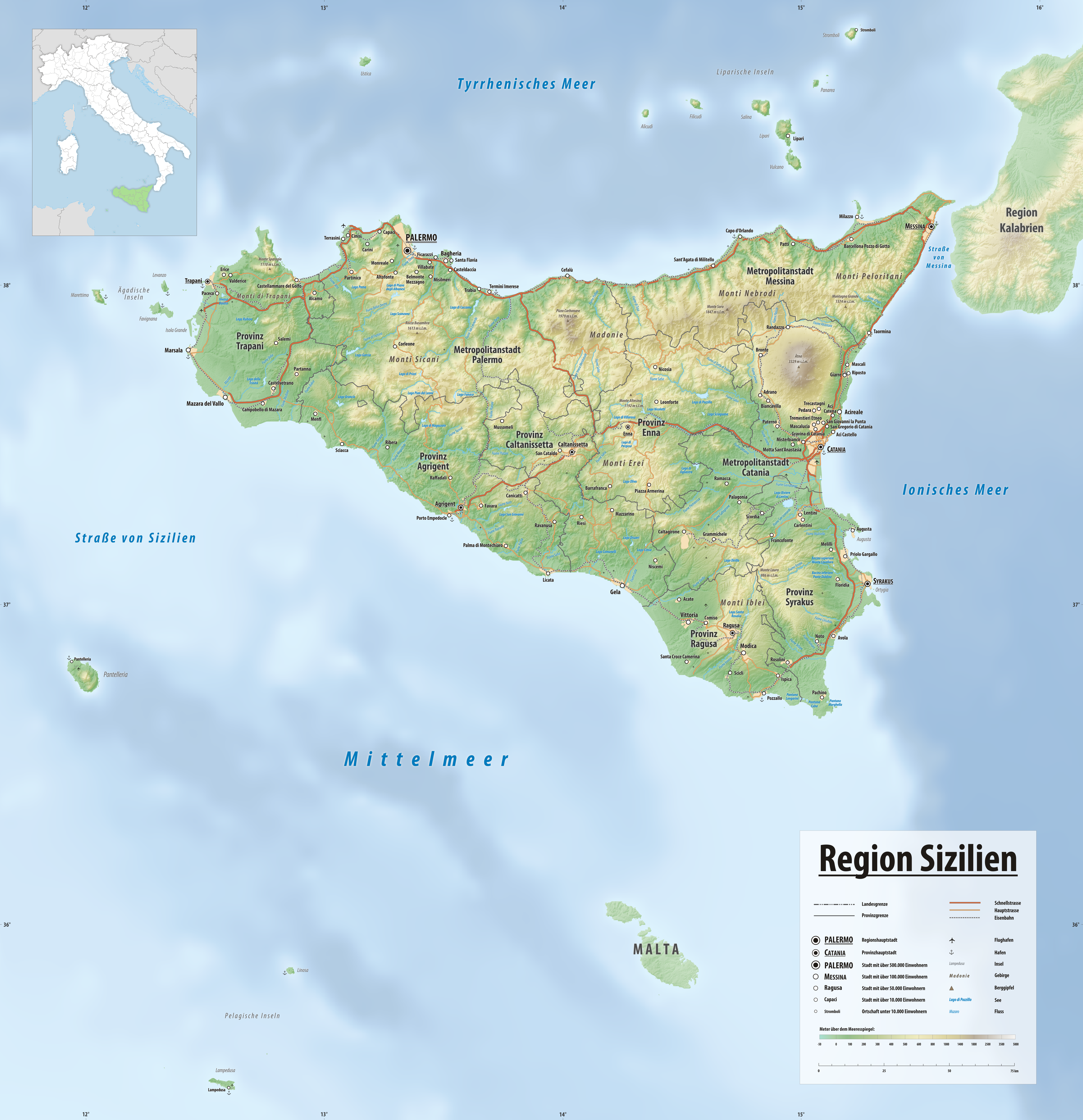
Domborzati térkép

Szicília szigetén négy nagyobb hegyvonulat található.
A Szicíliai-Appenninek a Messinai-szorostól a Torto folyóig húzódik az északi partvonal mentén. A hegylánc a Calabriai-Appenninek folytatása, három szakasza van: a Peloritani, a Nèbrodi (v. Caronie) és a Le Madonie. Legmagasabb csúcsai 2000 méteresek.
Egy másik hegycsoport, a Sicani-hegység a nyugati vidékeket öleli körül, a Torto és a Platani folyóktól nyugatra helyezkedik el.
A harmadik hegylánc délnyugaton a tengerig húzódik. Legjellemzőbb vidékét Kéntermő Fennsíknak is nevezik. A 19. század folyamán Ennában és Caltanissettában jelentősebb kénbányászat folyt, de az ötvenes években a kitermelés hanyatlásnak indult.
A sziget délkeleti csücskében egy, többnyire táblás szerkezetű kiemelkedés, az Iblai-hegység található.
Szicília legnagyobb síksága a Cataniai-síkság, kiterjedése 430 km², az Etna és a Siracusa környéki hegyek közé ékelődik. Az itteni vörös talajon kiváló szőlő terem.
A sziget két legnagyobb folyója a Salso (Déli Imera) és a Platani. Nyáron a folyók vízhozama igencsak megcsappan, szinte kiszáradnak.

### Éghajlata
Szicília éghajlata a tengerparti területeken kellemes, földközi-tengeri. A nyár meleg, de nem túl forró, a tél rövid és enyhe, október és március között pedig mérsékelt esőzés jellemző. A napsütéses napok évi száma átlagosan: Palermo – 98, Messina – 110, Taormina – 130, Siracusa – 133.
Az évi középhőmérséklet a partok mentén 17 és 19 Celsius-fok között ingadozik. A legforróbb hónap a július. A klímaváltozás nyomán a közelmúltban felgyorsuló tendencia eredményeként gyakorivá váltak a szigetet sújtó csapadékmentes, aszályos időszakok. Felerősödött a sziget belső területét sújtó tartós elsivatagosodás veszélye.
| Hónap                          | Jan. | Feb. | Már. | Ápr. | Máj. | Jún. | Júl. | Aug. | Szep. | Okt. | Nov. | Dec. | Év   |
| ------------------------------ | ---- | ---- | ---- | ---- | ---- | ---- | ---- | ---- | ----- | ---- | ---- | ---- | ---- |
| Átlagos max. hőmérséklet (°C)  | 14,7 | 14,5 | 16,4 | 18,7 | 23,3 | 27,2 | 29,8 | 30,5 | 27,5  | 23,5 | 19,0 | 15,8 | 21,8 |
| Átlagos min. hőmérséklet (°C)  | 8,9  | 8,5  | 9,6  | 11,4 | 15,3 | 19,2 | 21,7 | 22,7 | 20,1  | 16,7 | 12,9 | 10,2 | 14,8 |
| Átl. csapadékmennyiség (mm)    | 98   | 110  | 78   | 65   | 36   | 18   | 7    | 32   | 65    | 106  | 118  | 124  | 855  |
| Forrás: Servizio Meteorologico |      |      |      |      |      |      |      |      |       |      |      |      |      |

| Hónap                         | Jan. | Feb. | Már. | Ápr. | Máj. | Jún. | Júl. | Aug. | Szep. | Okt. | Nov. | Dec. | Év   |
| ----------------------------- | ---- | ---- | ---- | ---- | ---- | ---- | ---- | ---- | ----- | ---- | ---- | ---- | ---- |
| Átlagos max. hőmérséklet (°C) | 15,8 | 16,4 | 17,8 | 20,3 | 24,2 | 28,3 | 31,7 | 32,0 | 29,1  | 24,7 | 20,3 | 16,8 | 23,2 |
| Átlaghőmérséklet (°C)         | 11,6 | 12,0 | 14,2 | 16,3 | 18,1 | 22,0 | 25,1 | 25,6 | 23,1  | 19,2 | 16,0 | 12,8 | 18,0 |
| Átlagos min. hőmérséklet (°C) | 8,3  | 8,4  | 10,5 | 12,3 | 14,6 | 16,6 | 18,5 | 19,2 | 17,1  | 13,7 | 11,7 | 9,7  | 13,4 |
| Átl. csapadékmennyiség (mm)   | 74   | 52   | 46   | 35   | 19   | 6    | 5    | 9    | 45    | 106  | 62   | 86   | 545  |
| Havi napsütéses órák száma    | 112  | 124  | 166  | 191  | 231  | 281  | 315  | 280  | 242   | 186  | 162  | 135  | 2427 |
| Forrás: Hong Kong Observatory |      |      |      |      |      |      |      |      |       |      |      |      |      |

| Hónap                                                                             | Jan. | Feb. | Már. | Ápr. | Máj. | Jún. | Júl. | Aug. | Szep. | Okt. | Nov. | Dec. | Év   |
| --------------------------------------------------------------------------------- | ---- | ---- | ---- | ---- | ---- | ---- | ---- | ---- | ----- | ---- | ---- | ---- | ---- |
| Átlagos max. hőmérséklet (°C)                                                     | 14,4 | 14,7 | 16,1 | 18,3 | 22,5 | 26,8 | 30,0 | 30,5 | 27,5  | 23,2 | 18,8 | 15,8 | 21,6 |
| Átlagos min. hőmérséklet (°C)                                                     | 10,1 | 9,8  | 10,9 | 12,5 | 16,4 | 20,4 | 23,4 | 24,2 | 21,5  | 17,8 | 14,1 | 11,6 | 16,1 |
| Átl. csapadékmennyiség (mm)                                                       | 103  | 100  | 83   | 68   | 34   | 13   | 20   | 26   | 64    | 114  | 120  | 103  | 847  |
| Havi napsütéses órák száma                                                        | 115  | 130  | 171  | 207  | 257  | 294  | 332  | 307  | 240   | 189  | 138  | 112  | 2491 |
| Forrás: Servizio Meteorologico (1971–2000) Clima en Messina desde 1957 hasta 2013 |      |      |      |      |      |      |      |      |       |      |      |      |      |

### Növényzet és mezőgazdaság
Az elmúlt kétezer esztendőben Szicília gabonatermő vidékként vált híressé. A durumbúza mellett ma elismert termékei az olívabogyó és a bor.
A szigeten jellemző növény a macchia-bozót. A régi tölgyerdők maradványai is fellelhetők még itt-ott, amelyek egykor a ma már kopár hegyeket borították. Az örökzöld tölgy a tengerszint feletti 300 és 600 méter közötti sávban tenyészik. A szigeten parafaerdőket is találhatunk.
Az olajbogyó, szőlő, mandula, pisztácia és gránátalma az ókorban kerültek a szigetre, feltehetően a Közel-Keletről, s azóta termesztik őket. A mogyorót Campania-tartományból hozták be. Megtalálható még a datolyapálma, szentjánoskenyérfa, szeder, cserszömörce, citrom, keserű narancs is; ezek a növények is Keletről érkeztek. Az édes narancsot a portugálok hozták be Kínából a 16. században, a mandarint pedig az indokínai Madurájból.

## Megyék

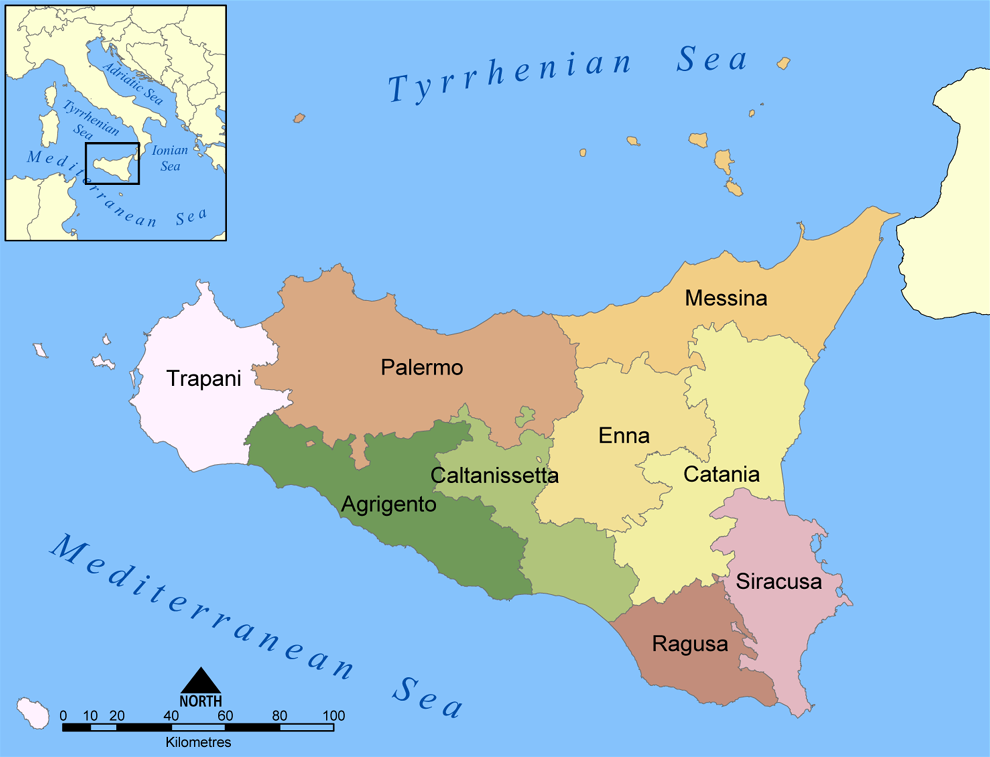
Szicília megyéi

- Agrigento
- Caltanissetta
- Catania
- Enna
- Messina
- Palermo
- Ragusa
- Siracusa
- Trapani

## Történelem

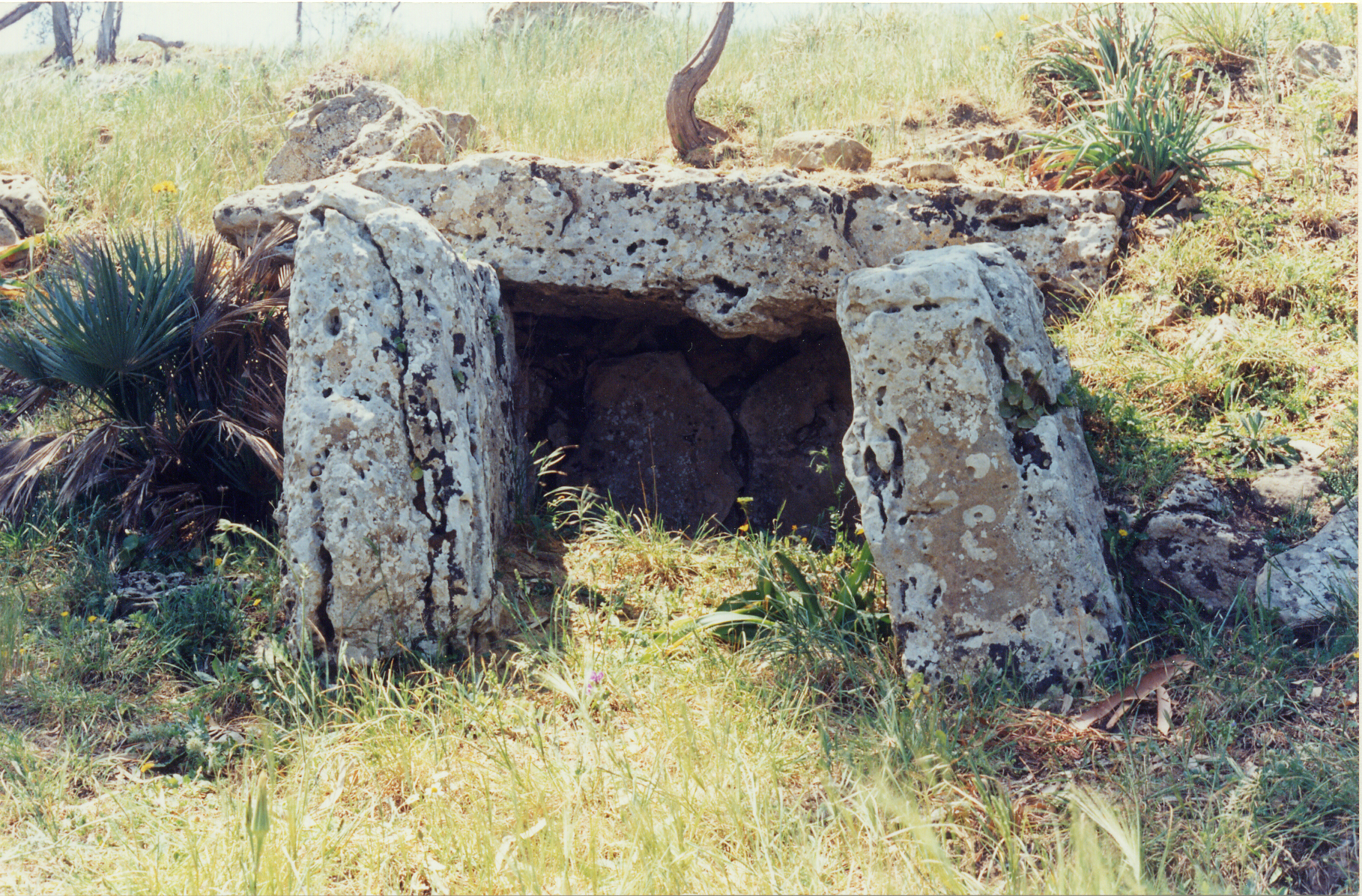
Dolmen, Monte Bubbonia

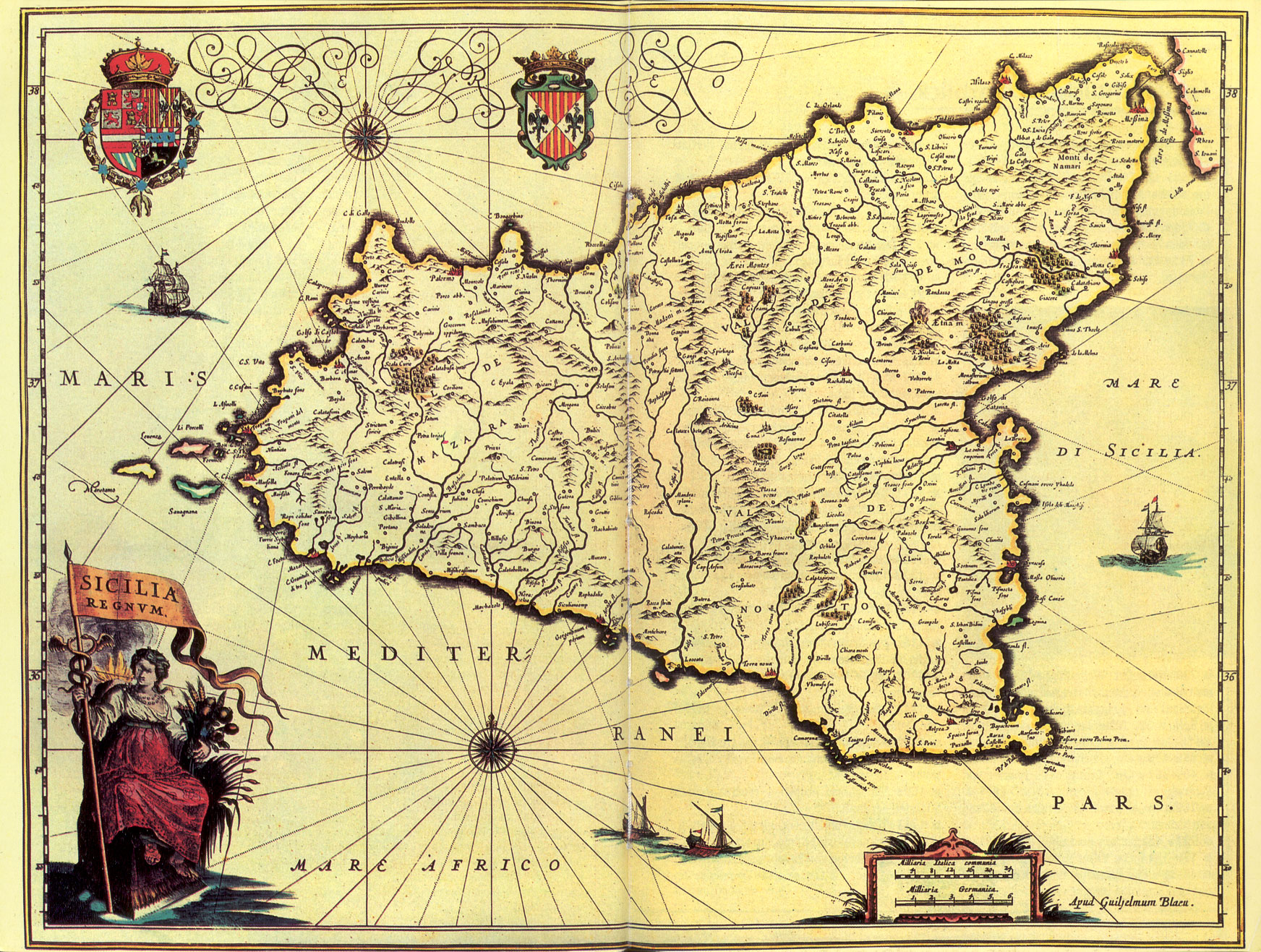
Szicília antik térképe

A történelem során Szicíliának sokféle lakója volt. Népek és hódítók jöttek-mentek az évezredek során, és mindegyikük sajátos nyomot hagyott a sziget kultúráján-génjeiben. Szicília legkorábbi lakói a szikánok, az elümoszok, az aszónok és a szikeloszok voltak. A Kr. e. 8. században görög gyarmatosítók érkeztek. Az ő nevükhöz fűződik az első szicíliai városok megalapítása: Siracusa (Szürakuszai), Lentini, Naxos, Catania (Katané) és Messina. Ezek mind tengerparti városok voltak. Az itt élők később további településeket alapítottak, így jött létre többek között Taormina (Tauromeion), Megara Hyblea, Gela, Imera, Szelinusz, Agrigento (1929-ig szicíliai nevén Girgenti) (Akragasz), Milazzo (Mylai), Segesta. Az oligarcha irányította városok vezetését hamarosan türannoszok, zsarnokok vették át. A leghíresebb és leghatalmasabb Szürakuszai zsarnoka, Gelosz volt. Háborúba keveredett a punokkal, akik kolóniákat kezdtek létrehozni a sziget nyugati részén. Az imerai csatában (Kr. e. 480) Szürakuszai, szövetségesével, Akragasz uralkodójával együtt legyőzte a Hamilkar (nem azonos a Hannibál apjaként ismert, jóval később élt Hamilkar Barkasszal) vezette punokat. A vetélkedés Szicília és Karthágó között azonban folytatódott. Az i. e. 4. század elején az akkori szürakuszai türannosz, I. Dionüsziosz újra háborúskodott Karthágóval, és bár néhány várost feladni kényszerült, megállította a pun terjeszkedést.
A következő hódító a Római Birodalom volt. Szicília teljes meghódítása három nagy háborúba került Rómának (pun háborúk). A sziget római provincia lett, egy siracusai praetorral és két quaestorral (egyik Siracusában, a másik Lilybaeumban).
A birodalom kettészakadása után Bizánc fennhatósága alá került a sziget. A békés időszak 827-ben ért véget, amikor az arabok (szaracénok) elfoglalták a szigetet, amit csak két évszázad múltán foglaltak vissza a pápa által megbízott johanniták. A sereget a Hauteville-családból származó Robert Guiscard és testvére, I. Roger (olaszul Ruggiero) vezette. Az 1130-ban megalakult Szicíliai Királyság uralkodója II. Roger lett, mint a Hauteville-dinasztia első uralkodója. Országának határait egészen Albániáig és az afrikai partokig (Tuniszig és Tripoliig) tolta ki. A következő évtizedekben a palermói udvar nemzetközi kulturális központtá vált: a világ minden szegletéből érkeztek ide tudósok, politikusok és művészek. 1189-ben (II. Vilmos király halálakor) a Stauf-ház került a trónra. 1208-ban lett Szicília királya a Német-Római Császárság uralkodója, II. Frigyes (szicíliai uralkodóként I. Frigyes). Udvarában már megjelentek a reneszánsz kor csírái. Nagy államférfi hírében állott, a természet- és államigazgatási tudományokban is jártas volt. 1250-ben bekövetkezett halála után nehéz idők következtek.
A francia király testvére, Anjou Károly lett Szicília királya, a pápai invesztitúra révén (Szicília pápai hűbéres volt). Ennek eredményeként a szigetet megszállta a francia hadsereg. A feldühödött lakosok 1282 húsvét hétfőjén fellázadtak az Anjou-uralom ellen. A történelem Vespro-lázadás vagy szicíliai vecsernye néven emlékezik a történtekre. A nemesség támogatásával, 1282. szeptember 4-én emelték trónra Aragóniai Pétert, akit a korona házassági jogon megilletett. A szicíliai-aragóniai dinasztia (Corona di Trinacria) azonban többségükben gyenge kezű uralkodók sorát jelentette. Emiatt a 14. században a legnagyobb arisztokrata családok (Alagona, Peralta, Ventimiglia, Chiaramonte) magukhoz ragadhatták a hatalmat, és érdekszférákra osztották a szigetet (Négy Vikárius kora). Mivel az Anjouk megtartották a Szicília Királya címet, és a szicíliai aragónok is tehetetlen uralkodóknak bizonyultak, a spanyol aragónok ragadták magukhoz a kezdeményezést. 1415-ben a szigetet az Aragóniai Koronához csatolták, Szicília élére alkirály (vicere) került. A század folyamán "Regno delle due Sicilie" (a Kettős Királyság) néven Nagylelkű Alfonz király egyesítette Dél-Itáliát és Szicíliát. Évszázadokig franciák által támogatott felkelések törtek ki az országban, végül Messinában lángolt fel a népharag, 1672-ben. A Spanyolországgal hadban álló Franciaország (élén XIV. Lajossal) nyíltan támogatta a felkelést. A győzelmek ellenére a franciák kihátráltak az időközben szintén fellázadt Augusta, valamint Messina mögül. Ez utóbbit az aragónok kíméletlen büntetésekkel sújtották, és ezzel a hanyatlás korszaka vette kezdetét a szigeten.
A következő időkben a szicíliai korona sokszor cserélt gazdát: a spanyol örökösödési háború után (1713-tól) a Savoyai-házhoz, azután a Négyes Szövetség háborújában Spanyolország átmenetileg visszaszerezte, majd a passero-foki tengeri csatavesztés után 1720-tól visszakerült VI. Károly német-római császárhoz, majd 1735-től a lengyel örökösödési háború révén a spanyol Bourbon-házi III. Károlyhoz. Az újra önállósuló Nápoly és Szicília királysága lett a nápolyi Bourbonok országa. Károlyt a trónon Bourbon IV. Ferdinánd király követte, aki az országot lerohanó franciák elől Palermóban keresett menedéket. 1812-ben alkotmányt léptetett életbe, de négy évvel később, az autonóm törekvésekkel fellépő arisztokrácia ellenében feloszlatta a parlamentet, és felfüggesztette az alkotmányt. Ugyanebben az évben a két királyságot egyesítette a Két Szicília Királyságában. Az első Bourbon-ellenes felkelést (1820–21) követő 1848-as forradalom során Nápolytól független parlament alakult, és haladó követelésekkel (például a föderatív olasz állam elképzelésével) rukkoltak elő. A forradalmat vérbe fojtották és 1849. május 15-én visszaállították a Bourbon-hatalmat.
Alig tizenöt évvel később azonban, Giuseppe Garibaldi 1860-as partraszállása után megdöntötték a Bourbon-ház uralmát, a Nápoly–Szicíliai Királyságot és egész Dél-Itáliát a Szárd–Piemonti Királysághoz, majd 1861-ben az egyesített Olaszországhoz csatolták (lásd.: Risorgimento).
A második világháborúban, 1943 nyarán a Szövetségesek a Husky hadművelet során mindössze 38 nap alatt foglalták el.
1946. május 15-én megalakult a különleges alkotmánnyal bíró, autonóm Szicília Tartomány. Az első szicíliai regionális parlamentet 1947 áprilisában választották meg. A mai napig vannak frakciók, csoportok és időszakos ellenállási mozgalmak, amelyek a sziget függetlenségét akarják elérni Olaszországtól.

## Népesség

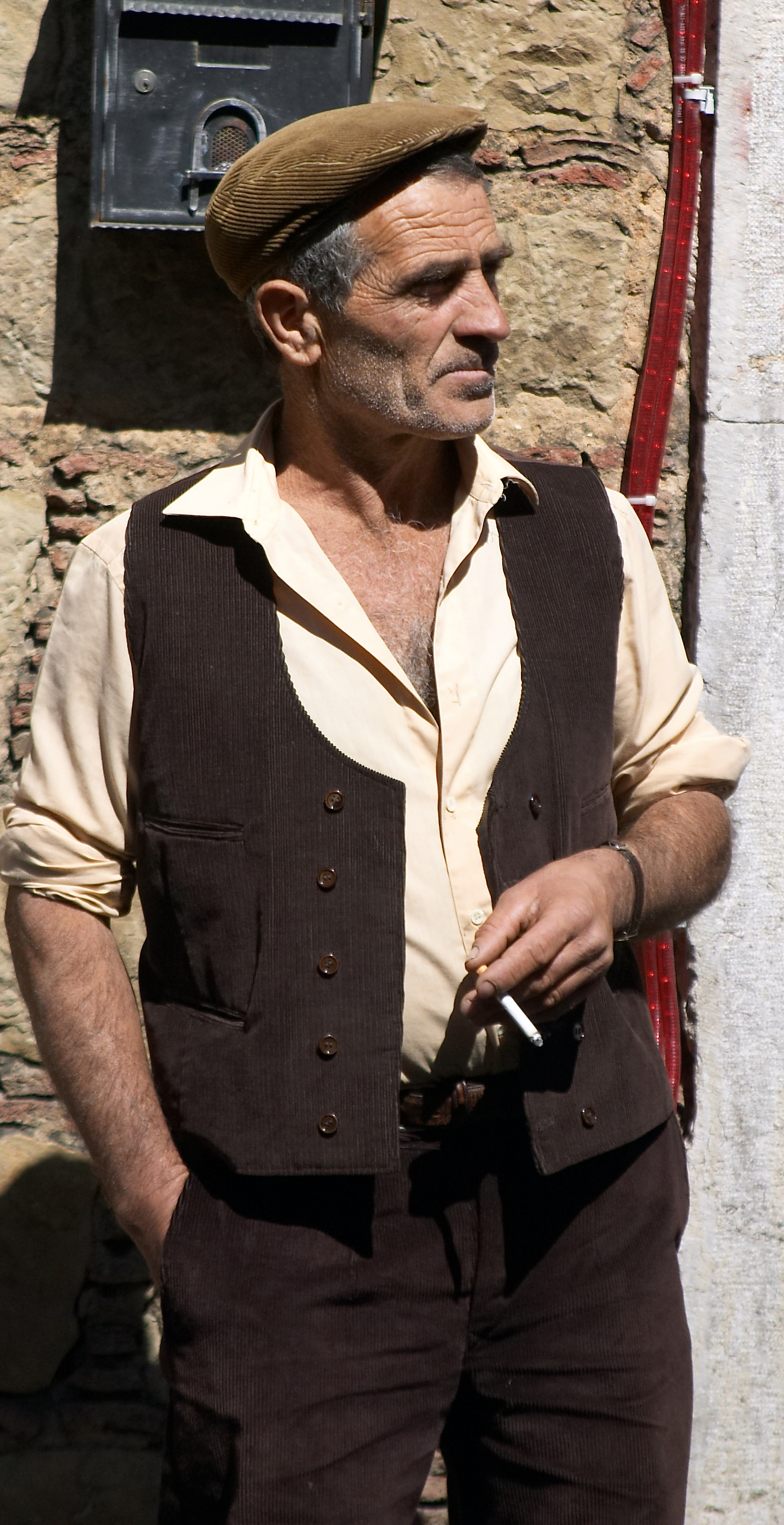
A szicíliai férfi közhelyessé vált alakja még ma is fellelhető

### Nyelv
Sok szicíliai kétnyelvű, így mind az olaszt, mind pedig a szicíliait beszéli. Ez utóbbi önálló újlatin nyelv, amelyet görög, arab, katalán és spanyol hatás alakított. Fontos megjegyezni, hogy a szicíliai nyelv nem az olasz származéka. Noha sokan csak nyelvjárásnak tekintik, a Sicilianu különálló nyelv, gazdag történelemmel és figyelemre méltó, úgy 250 000 szóból álló szókinccsel bír, amelyet a különféle hódítóknak és telepeseknek köszönhet. A szicíliait Calabria régió déli és középső részein, valamint a Puglia régióban található Salentino környékén is beszélik. A szicíliai nyelv nagy hatást gyakorolt a máltai nyelvre is, ugyanis Málta a Szicíliai Királyság (és annak utódállamainak) része volt a 18. századig. Az olasz nyelv a médiában és az iskolákban egyaránt túlsúlyban van, ezért ma már számos helyi nem beszéli anyanyelveként a szicíliait. A városokban az ember inkább csak olasz szót hall (római dialektusban), különösen a fiatalok körében.
Néhány faluban az albán arberesek saját nyelvüket beszélik (arberes nyelv), azóta, hogy a 15. században menekültekként érkeztek a szigetre. Az olaszt Szicília-szerte beszélik, a görögöt pedig az ortodox vallási szertartások során használják.

## Gazdaság
A sziget jó talajáról, kellemes éghajlatáról ismert, így nem meglepő, hogy Szicílián meghatározó gazdasági ág a mezőgazdaság. Már az ókorban is a mediterrán térség legfontosabb európai élelmiszertermő területének számított. A gazdálkodást ma azonban megnehezíti a földtulajdonosok nemtörődömsége, a földművelés gyakran kezdetleges mivolta és az elégtelen csatornázás. Az 1950-es, mára már kifulladt Cassa per il Mezzogiorno (Dél-Olaszországi Fejlesztési Alap) nevű kormányzati kezdeményezés eredményeképpen a föld tulajdonlásával kapcsolatos reformok történtek, és nagyobb megművelhető földterület áll rendelkezésre. Ezen fölül jó hatással volt a szicíliai gazdaság egészére. A még ma is befolyással bíró maffia akadályozza a jelentősebb kormányzati reformokat, így a szigeten a jövedelem igen alacsony, a munkanélküliség pedig jelentős. A dolgozók jelentős része illegális bevándorló.

### Mezőgazdaság
Főbb terményeik: búza, árpa, kukorica, olívabogyó, mandula, borszőlő, gyapot. Szarvasmarhát, öszvért, szamarat és juhokat tenyésztenek. Jelentős a tonhal- és a szardínia-halászat.
Az ipar területén az élelmiszer-feldolgozás, a kőolaj-finomítás, a műtrágya- és hajógyártás, a bőripar, a borkészítés és a faipar méltó említésre. A sziget délkeleti részén kőolaj-lelőhelyek vannak. Gázkitermelés és kénbányászat is folyik.
A szicíliai úthálózat fejlesztése sokat lendített az ipari fejlődésen.

### Közlekedés
A legtöbb szicíliai autópálya (olaszul autostrada) a sziget északi részén található. Közülük a legfontosabbak a Palermót és Catanaiát összekötő A19-es, a Palermót Messinával összekötő A20-as, az A29-es, ami Palermo és Mazara del Vallo között húzódik, és a fizetős A18-as autópálya Messina és Catania között. A sztrádák többségét a hegyes-dombos vidék miatt megemelték, az utakat oszlopok tartják a föld fölött (viadukt). A sziget déli részén jól karbantartott autóutakon közlekedhetünk.
A nemzetközi repülőjáratok a Palermói nemzetközi repülőtérre vagy a Catania-Fontanarossai repülőtérre érkeznek. A szigeten vannak kisebb repülőterek is, például a Vincenzo Florio repülőtér Trapaniban. A kisebb szigetek közül Pantelleria és Lampedusa szigetére is el lehet jutni repülővel.
Catania városában metró is van.
A legfontosabb kikötővárosok Palermo, Catania és Messina.

#### Vasút
A sziget vasúti összeköttetésben áll az „olasz csizmával”. Híd híján a vasúti kocsikat komppal szállítja át a Messinai-szoroson az olasz vasúttársaság, a Trenitalia. Ha megépül a szoroson A Messinai-szoros hídja, a világ leghosszabb kábelhídja, a történelemben először közvetlenül is el lehet majd jutni a szigetre.

## Művészete és látnivalói

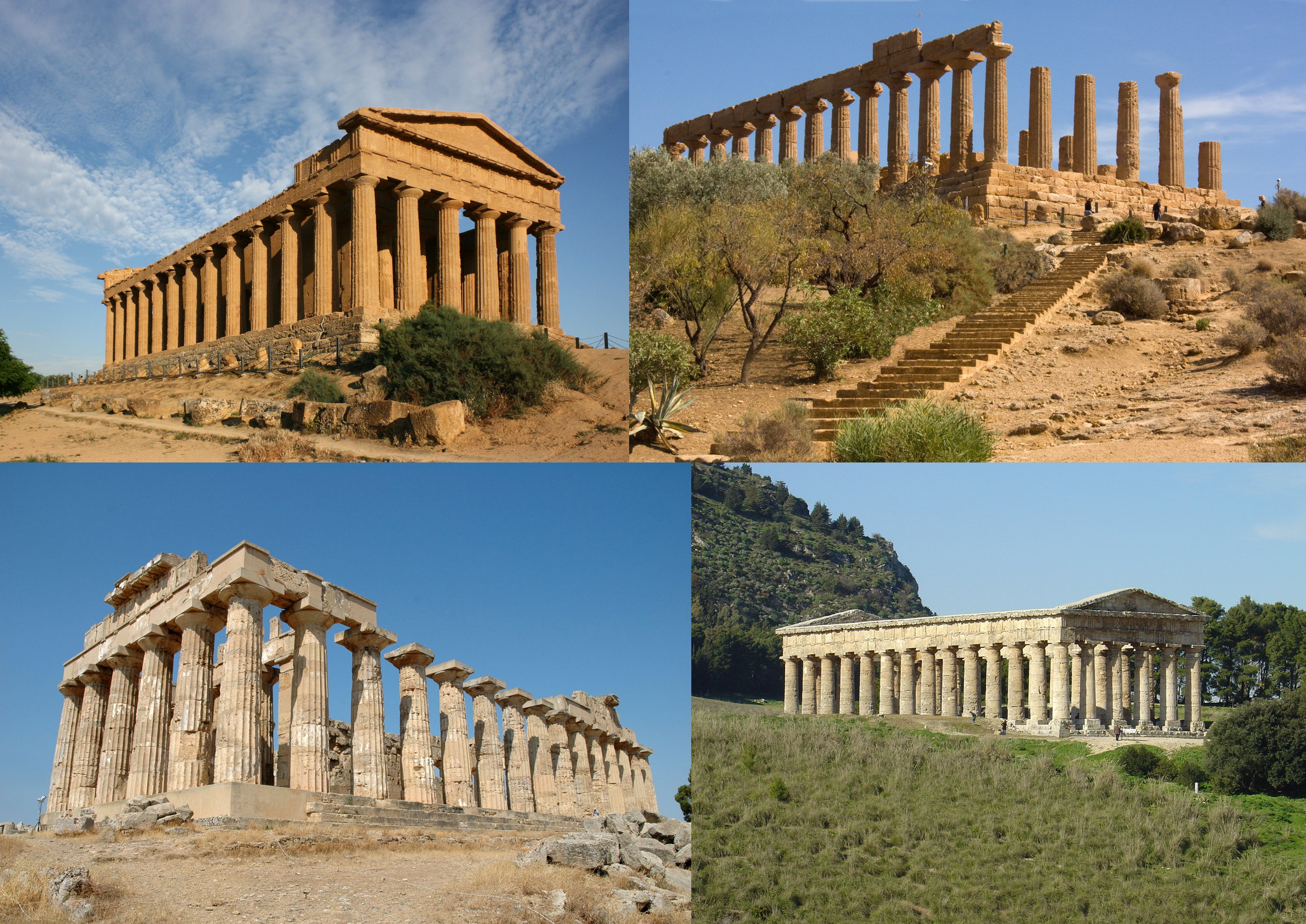
Görög templomok, Agrigento, Selinunte, Segesta

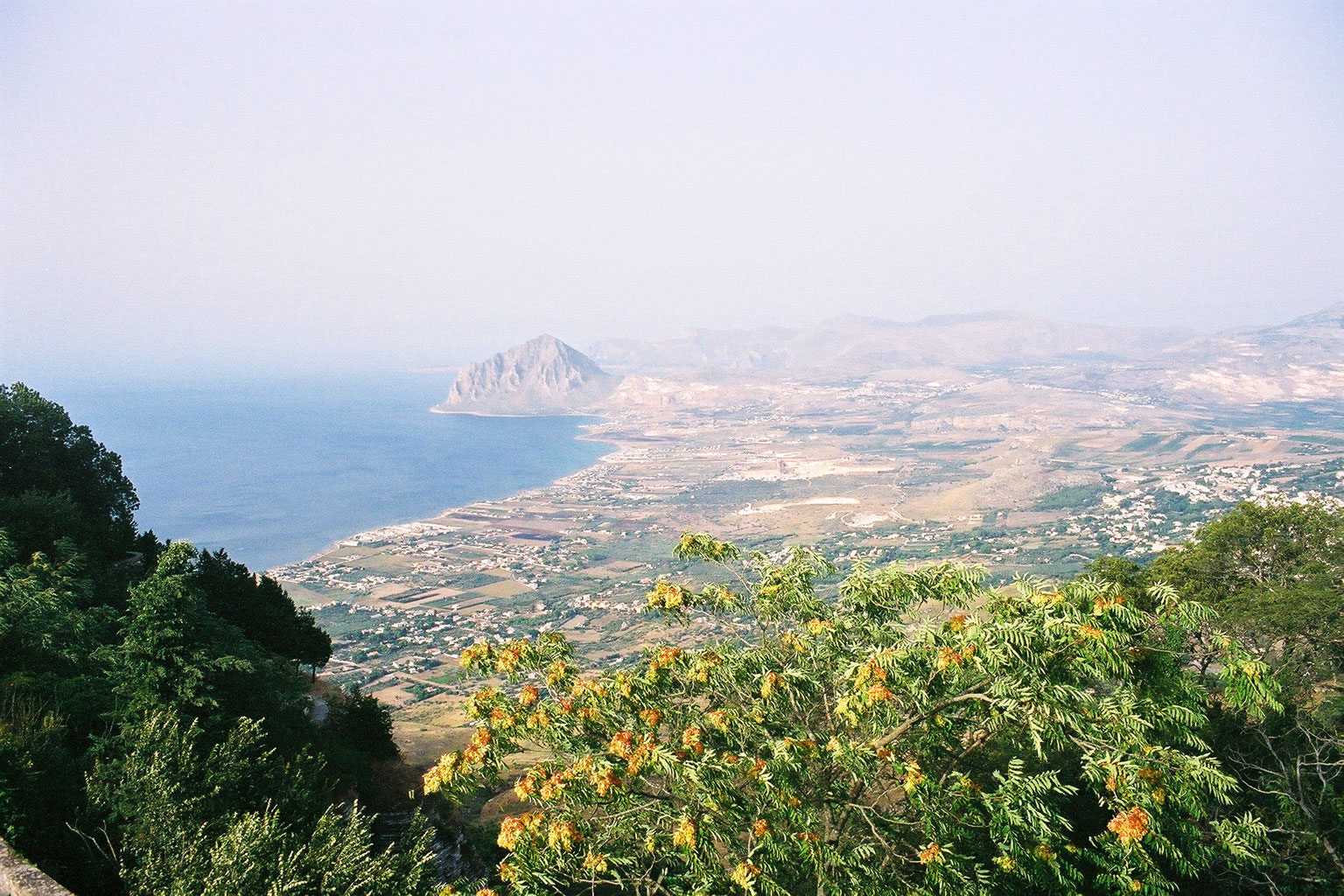
Kilátás a Monte Cofanóról (Erice)

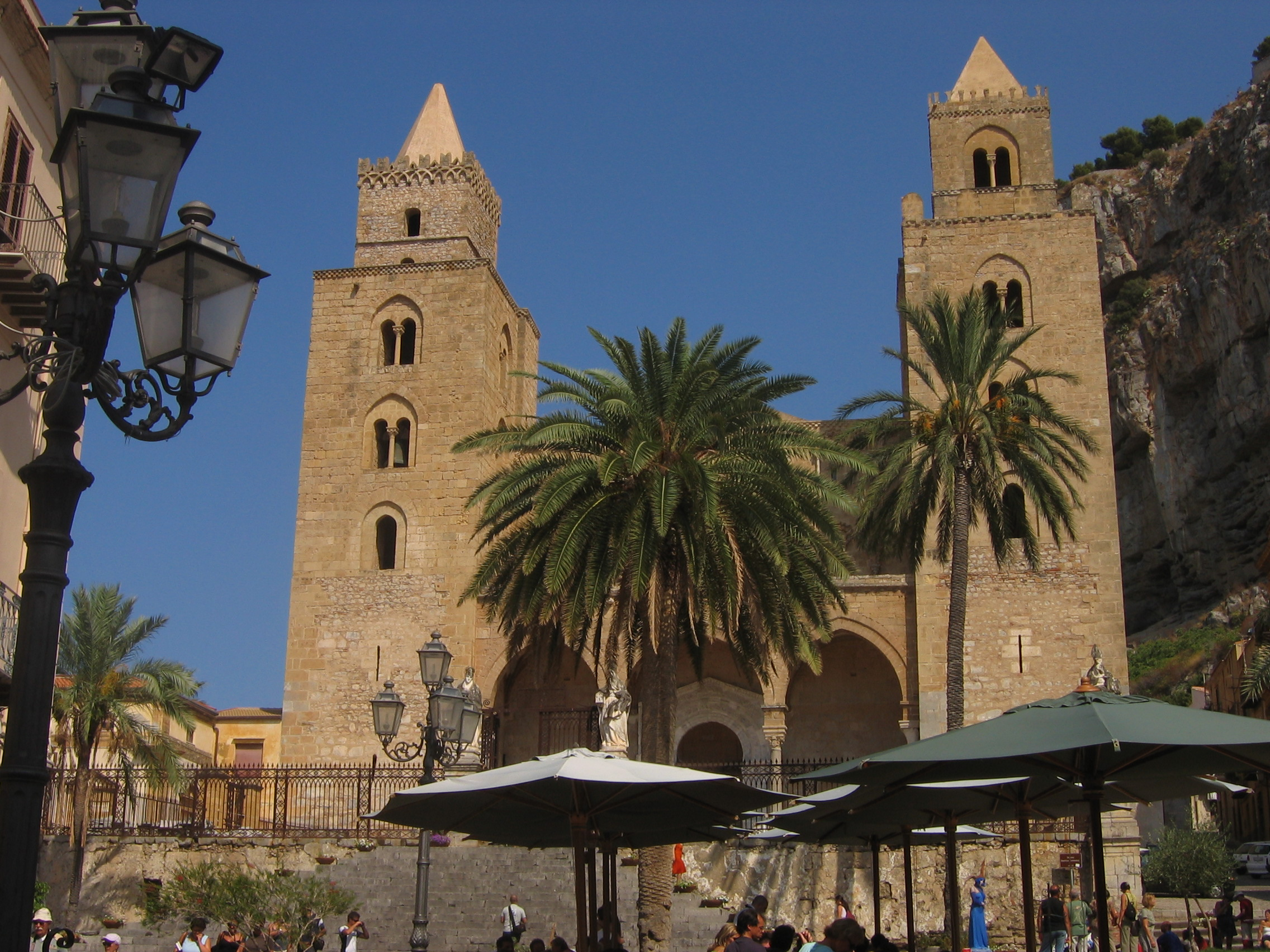
A cefalùi dóm

Szicília híres művészetéről, számos költő, író, zeneszerző és filmrendező született itt. A helyi műveltség korai képviselője volt a Szicíliai Iskola a tizenharmadik század elején, amely amellett, hogy mércét állított fel a későbbi generációk számára, számos költőnek adott ösztönzést a következő századok során.
A leghíresebb szicíliai művészek kétségkívül Luigi Pirandello, Giovanni Verga, Salvatore Quasimodo, Gesualdo Bufalino, és a helyi nyelven alkotó Ignazio Buttitta. Számos zeneszerző is itt született, köztük Sigismondo d’India (Palermo), Alessandro Scarlatti (Palermo), Vincenzo Bellini (Catania), valamint a híres szobrász, Tommaso Geraci és a filmrendező Giuseppe Tornatore.
Notóban és Ragusában a barokk építészet szép példáit csodálhatjuk meg, amelyeket a helyi vörös homokkőből véstek ki. Tetszetős kerámiáiról ismert Caltagirone városa. Az olasz opera egyik jelentős színhelye a sziget fővárosa, Palermo: a Teatro Massimo az egyik legnagyobb színház Európában.
Szicília két neves népszokásról is ismert, amelyek a szigetet ért erős normann hatásokban gyökereznek. A szamárkordékat díszítő, bonyolult ábrák normann romantikus költemények, köztük a Roland-ének jeleneteit ábrázolják. Ugyanezeket a történeteket mesélik el a hagyományos bábszínházak is, ahol fából, kézzel gyártott marionett-bábukat használnak.
Gyönyörű és ősi építmények egész sorát csodálhatja meg a szigetre látogató turista. A szigeten számos helyen föllelhetjük az ókori szicíliai művészet csodálatos alkotásait, valamint a korabeli világban élenjáró építészeti és urbanisztikai megoldásokat (például a vízvezetékek megépítésénél alkalmazott fejlett mérnöki tudomány, római patrícius-villák, szobrok, mozaikok). A helyi ismeretek tovább bővültek a bizánci időszakban, majd a középkor során. A 11. századtól a 12. századig, a királyság első évtizedeinek korára jellemző, hogy az alkotások szinte kizárólag a király udvar megrendelésére jöttek létre. A Hauteville-dinasztia építette (pápai legátusi cím alapján) a sziget csodálatos katedrálisait, amik a Közép-Itáliából származó új építészeti térrendszerek alkalmazását ötvözik az arab stílusú díszítéssel, a bizánci mozaikművészettel és az apuliai román szobrászattal.
Röviden összefoglalva épülettípusok szerint az alábbi városokat érdemes fölkeresni:
- templomok: Segesta, Selinus, Agrigento
- színházak: Taormina, Siracusa, Selinus, Palermo, Segesta
- vízvezeték: Termini, Agrigento
- régészeti múzeum: Siracusa, Palermo, Trapani, Imera
- a siracusai erődítmény (Castello Euralio)
- antik városok romjai: Agrigento, Heraclea Minoa, Imera, Segesta, Selinus
- a Cefalùi székesegyház, melyet II. Roger építtetett
- a Monrealei székesegyház (Cattedrale di Monreale), amelyet II. (Hauteville) Vilmos építtetett.
- katedrálisok Messinában, Liparin, Cataniában, Mazarában, Agrigentóban stb.
- a palermói Királyi Palota (Palazzo dei Normanni v. Palazzo Reale), és az itt található Cappella Palatina (a Szent Péternek emelt palotakápolna)
- várak Cataniában (Castello Ursino), Siracusában (Castello Maniace), Augustában, Milazzóban
- tornyok: Enna (Torre di Federico II), Trapani, Gela (Colombaia)

Az építészet terén Matteo Carnelivari da Noto a Quattrocento korában bekövetkezett esztétikai ízlésváltozás meghatározó képviselője volt. Legjelentősebb alkotásai a palermói Palazzo Abatellis, a Palazzo Aiutamicristo, és a Santa Maria della Catena templom.
A festészet terén jelentős alkotó volt Antonello da Messina (1430–1479), a Quattrocento egyik legnagyobb művésze.

### Világörökségi helyszínek
- a Val di Noto barokk városai
- Agrigento régészeti emlékei
- Piazza Armerina:La Villa del casale (római villa)
- Lipari-szigetek
- Siracusa
- Pantalica nekropolisza
- Sortino, sziklatemető

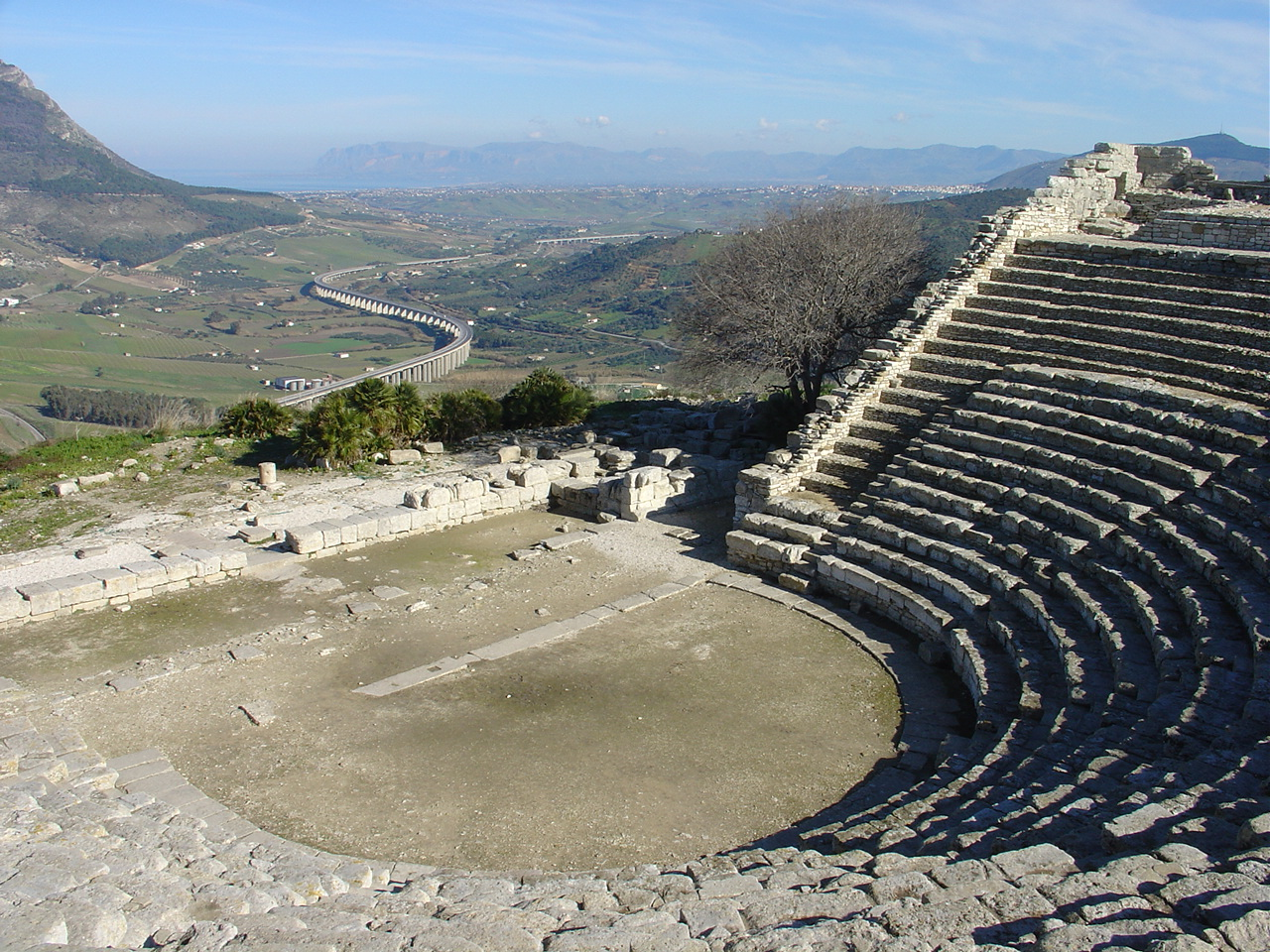
A segestai görög színház
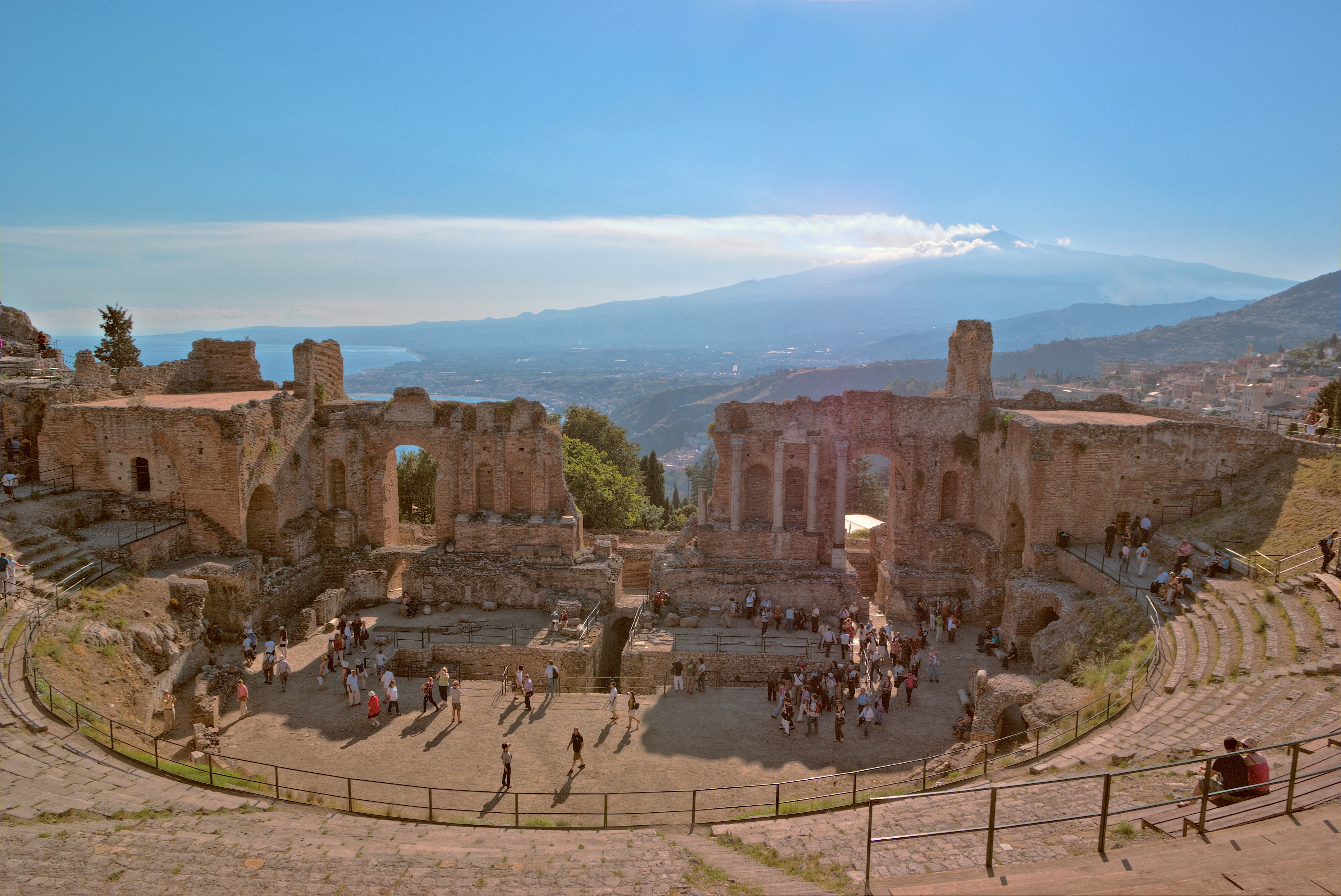
Taormina görög-római színháza
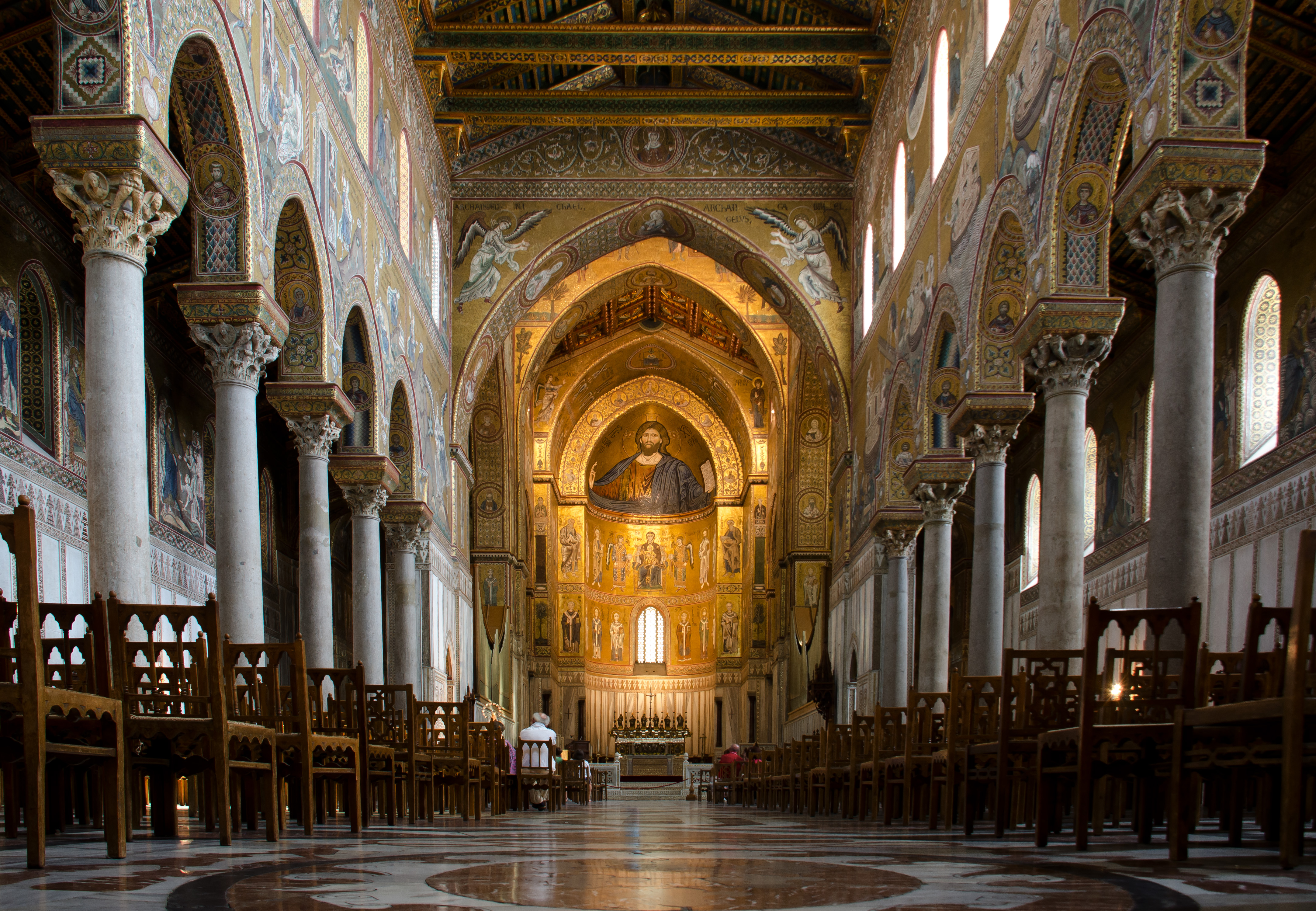
Monreale katedrálisa
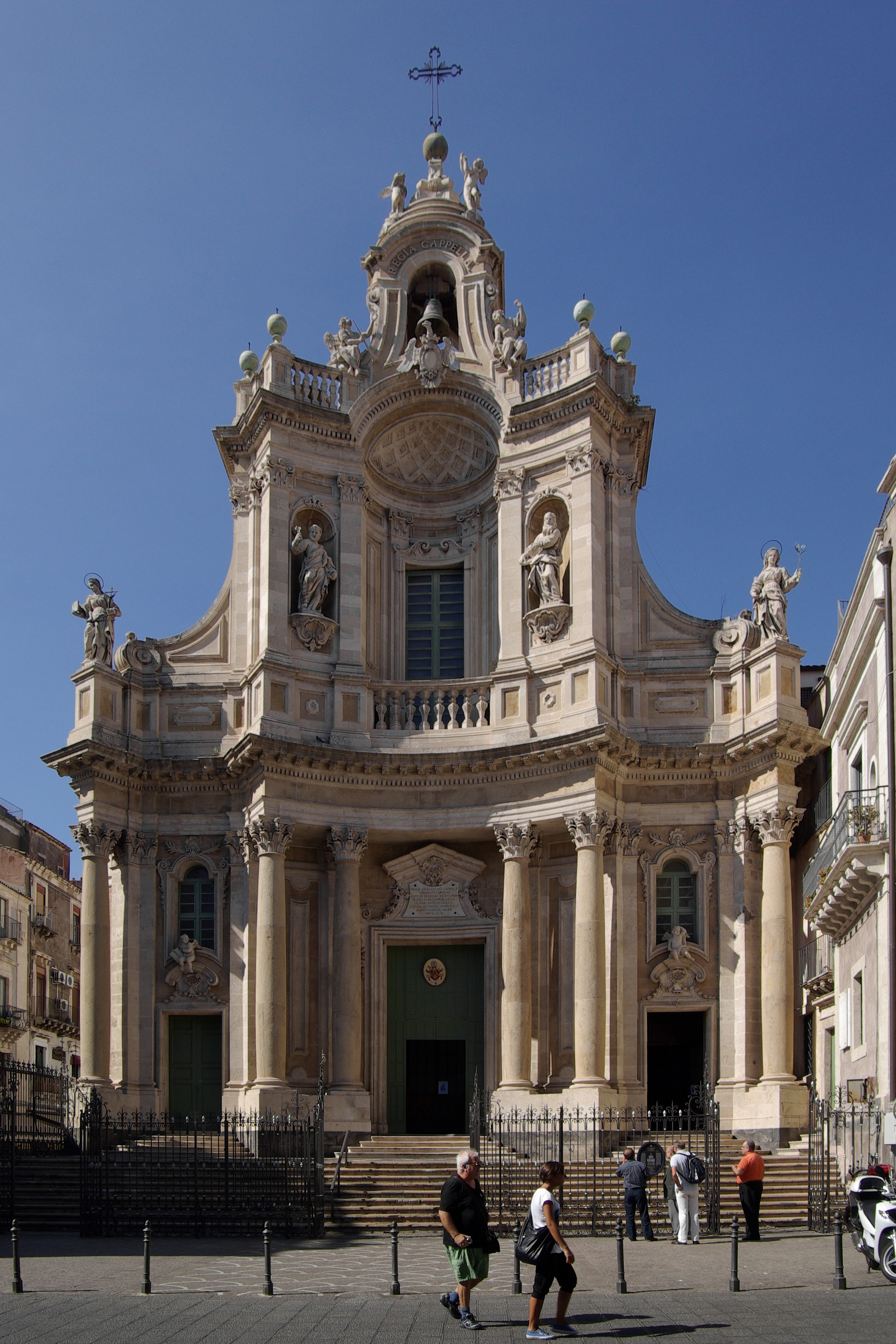
Catania egy barokk temploma
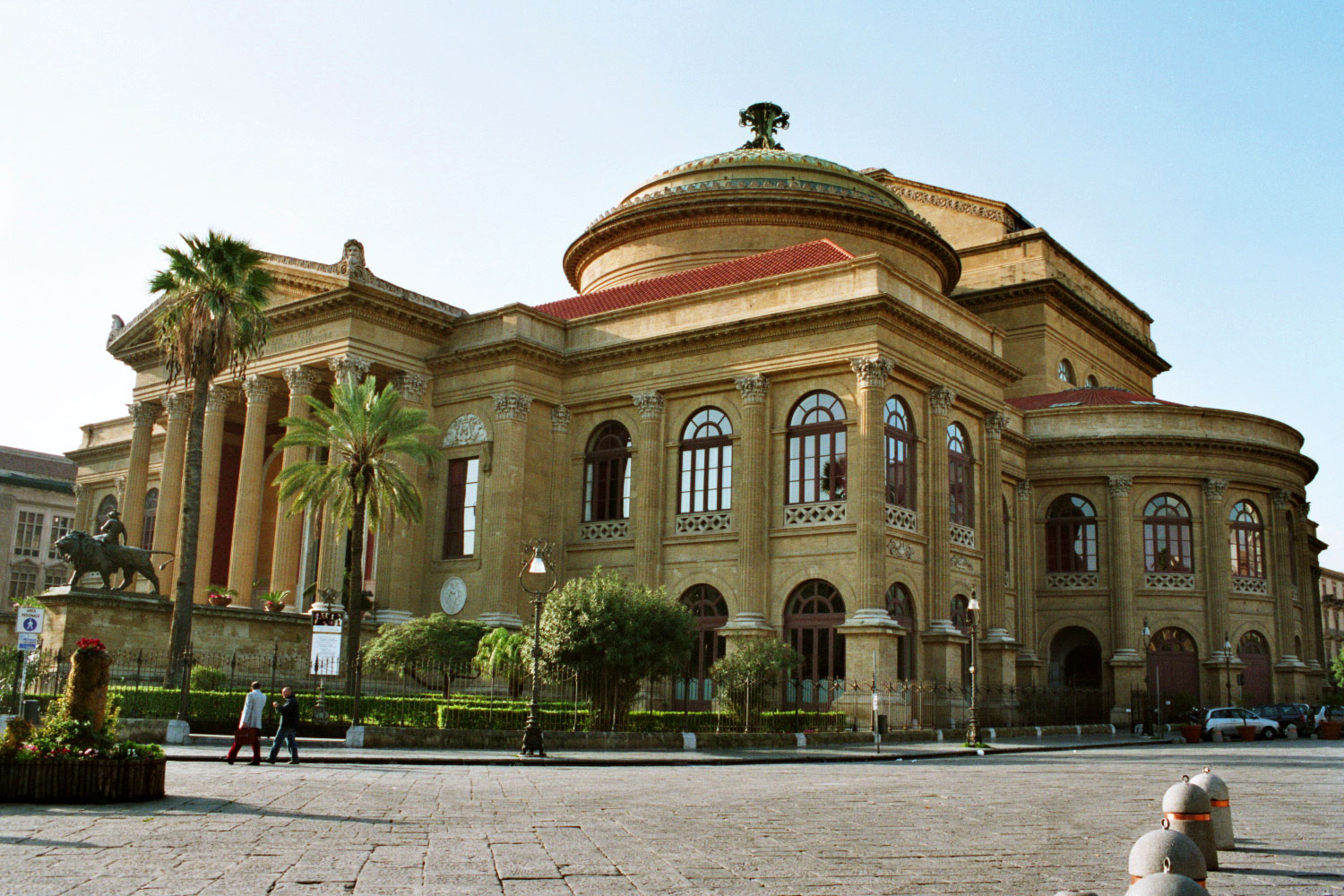
Palermo színháza
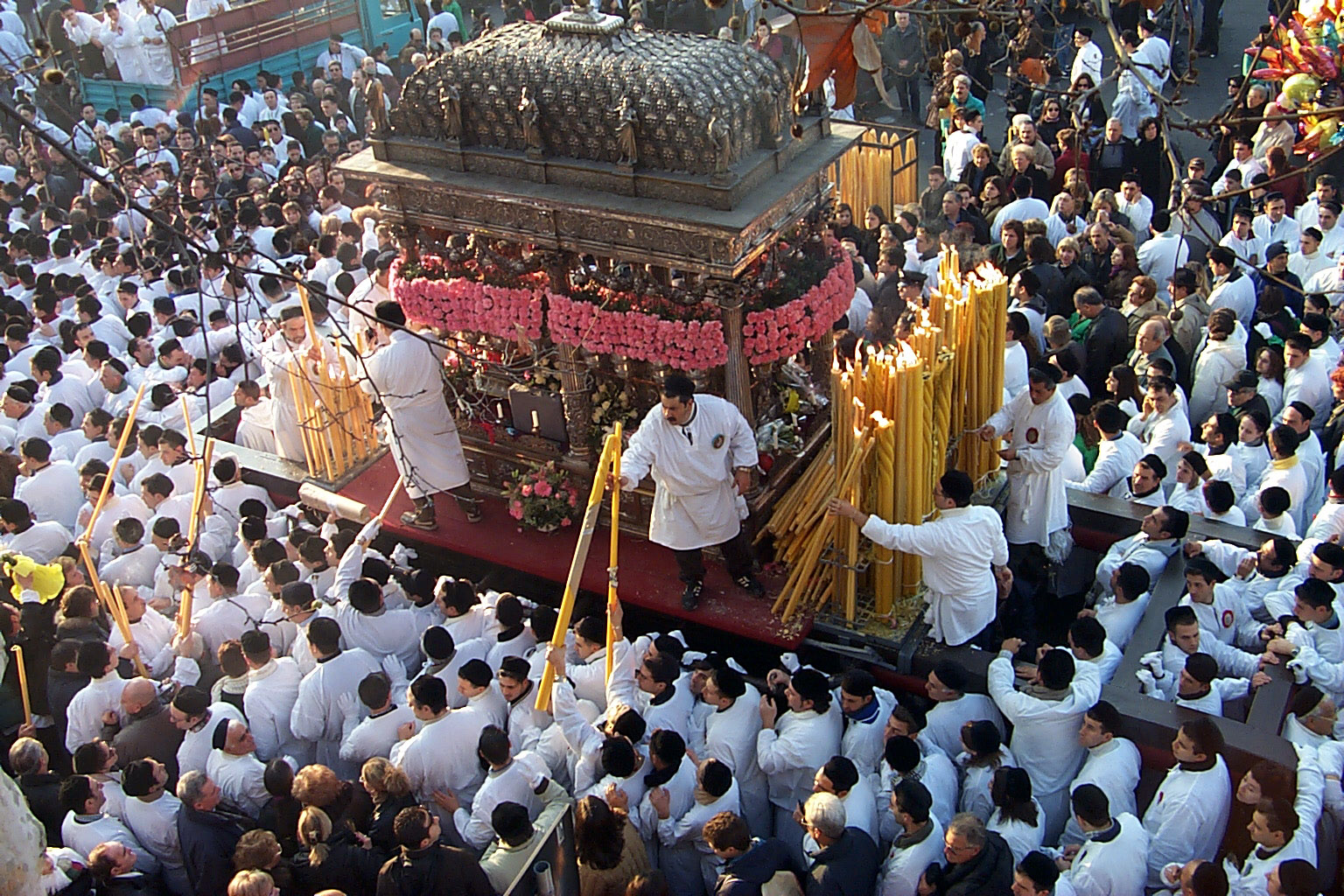
A katolikus Sant'Agata ünnepe Cataniában

## Hagyományok és kultúra

### A szicíliai konyha
Az itteni ételeket ajánlják a fogyókúrázni vágyóknak is, hiszen a hagyományos szicíliai ételek nem egyenlőek az olasz konyha tésztaételeivel. Ilyen például a padlizsán-alapú caponata saláta, valamint a sfinzione, amely egy helyi pizzaféleség, és többnyire pékségekben kapható. A pannella csicseriborsóból készült tésztaféleség. További ételek: a maccu (krémes leves, a csicseriborsóból, amiből a pannellát készítik), a crocchè (sült burgonyagombócok sajttal és tojással), az arancine (sült rizsgolyók sajttal vagy hússal töltve).
Szicília híres tengeri ételeiről. Népszerű eledel a sült kardhal. A kisebb halakat ecetben és cukros szószban készítik el. A seppiát (tintahal) saját fekete „tintájában” szolgálják föl, tésztával. A finnocchio con sarde (édeskömény szardíniával) is tésztával készül.
A desszertek közül kiemelhető a cannolo (a magyar csöregefánkhoz hasonló, ám kakaóval ízesített gyúrt tészta, kandírozott citrom és narancshéjjal, csokoládéreszelékkel ízesített, túrókrémmel tálalva), a cassata (édes sütemény, ugyanazzal a töltelékkel, mint ami a cannoliban is van), a frutta di martorana (vagy pasta reale: mandulás marcipánsütemények, színes gyümölcsöket megformázva), a szicíliai gelato (fagylalt) amit gyakran édes zsemlében, mint szendvicset fogyasztanak. Egy történet szerint a fagylaltot Szicílián találták föl a római időkben, amikor is egymást váltó futárok hordtak jeget az Etna csúcsáról, hogy a patríciusok ízesítve fogyaszthassanak belőle. A granita pedig egész egyszerűen nem más, mint ízesített jégkása, amelyet nyáron fogyasztanak előszeretettel.

### Húsvéti fesztiválok
A messinai San Fratellóban nagypénteken a városi férfiak ördögnek öltöznek: színes ruhát öltenek, farkat tűznek föl, arcukat vörös maszkkal takarják el. Már kora reggeltől fogva csörömpölnek, trombitálnak, hangoskodnak, de amint húsvét ünnepe előrehalad, a júdeaiakat jelképező ördögök, akik rájönnek tévedésükre, lassan elcsendesednek.
Prizziben húsvétkor táncot járnak az emberek. Ez a hagyományos tánc a jó és a gonosz küzdelmét hivatott jelképezni. Az emberek nagy és ijesztő vasálarcok mögé bújnak: mivel Jézus halálával a világ kiszolgáltatottá vált a gonosznak, az ördögöknek öltözött alakok végigrohannak a kisváros utcáin, és jelképesen elragadják a járókelők lelkét. Miután hiábavalóan próbálták megakadályozni Krisztus és a Szűzanya délutáni találkozóját, a gonosz erői végső vereséget szenvednek. Ezután általában a húsvéti cannateddi édességet osztogatják.
A cataniai Diavolata egy vallási töltetű népi dráma, amit a város egyik terén, a Piazza Umbertón adnak elő. Itt a színpad egyik oldalán a menny, másikon pedig a pokol uralkodik. A forgatókönyvet egy adranóból származó, 18. századi papnak tulajdonítják: a nem túlbonyolított történet szerint a Halállal leszámol az Emberség, mire Lucifer bosszút forral, de Mihály arkangyal az útjába áll. A Diavolata a Jónak a Gonosz fölött aratott győzelmét jeleníti meg.
A schiettók (olaszul, többes számban: schietti) a legények, akik Terrasini falvának egy különös versenyén vesznek részt húsvétkor: egy körülbelül ötven kilogrammot nyomó, földíszített narancsfát kell fél kézzel az égnek emelniük – mindezt természetesen a leányok szeme láttára.

## A szicíliai maffia

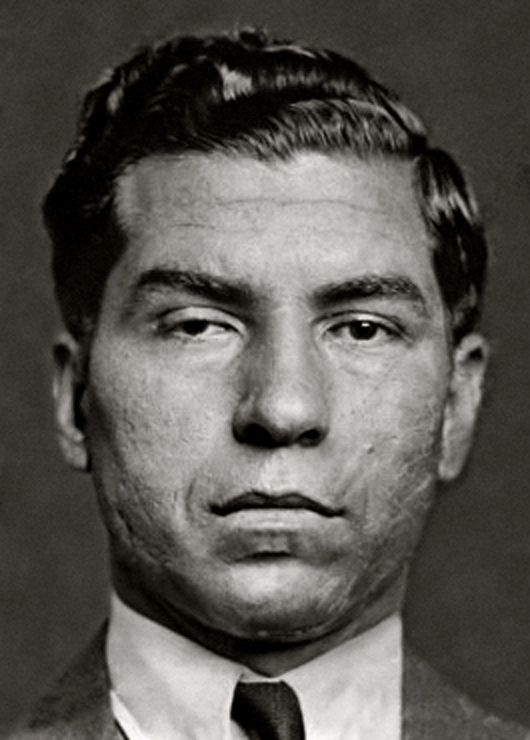
Lucky Luciano

Eredetileg a 19. században a mafia a Palermo környéki hatalmas narancs- és citromültetvények megvédésére alakult ki. Később a szervezet terjeszkedni kezdett a földtulajdonosok és a szicíliai politikusok körében. A kormánnyal szoros kapcsolatokat ápolva (nagyon is föltételezhető, hogy számos politikus is tagja, vagy támogatója volt) igencsak megerősödött.
A fasiszta uralom idején Cesare Mori, Palermo prefektusa különleges jogokat kapott a maffia üldözésére. Számos maffiózó külföldre menekült, vagy börtönbe került. Azok, akinek sikerült elmenekülniük, többnyire az Amerikai Egyesült Államokba mentek, többek között Joseph Bonanno is, becenevén Joe Bananas, aki a maffia amerikai ága fölött akart uralkodni. Amikor Mori a fasiszta rendszerbe beépült maffiózók üldözésébe fogott, leváltották, és a hatóságok kijelentették, hogy a maffiát fölszámolták. Annak ellenére, hogy Mussolini keményen üldözte felebarátaikat, számos New York-i maffiózó (köztük Vito Genovese is) a Duce rajongója volt.
Az USA fölhasználta az amerikai maffiózók kapcsolatait a Szicília és Olaszország elleni 1943-as invázió idején. Lucky Luciano és más maffia-tagok, akik ekkoriban amerikai börtönökben ültek, fontos adatokat szolgáltattak az USA hírszerzésének, amelyeket föl is használtak a szövetséges csapatok előrenyomulásának gördülékennyé tételének érdekében.
Néhány maffia-szakértő, mint például Alfio Caruso amellett érvel, hogy az OSS (U.S. Office of Strategic Services) szándékosan hagyta, hogy a maffia egyfajta szicíliai „ellen-államként” újraélessze társadalmi és gazdasági pozícióit. Szerintük az 1943-ban formálódó szövetség a maffia és az USA között valódi fordulópont volt a háború menetében, s ez alapozta meg a maffia máig is tartó, több mint 60 éves „virágzását”.
Mások, mint például a palermói történész, Francesco Renda, tagadják, hogy ilyesféle szövetség létezett volna. Szerintük inkább a maffia szította és arra használta föl a fasiszta hatalom bukása utáni zűrzavart, hogy pozícióit megerősítse. Az OSS csakugyan egy W. E. Scotten nevű ügynök által írt, a „maffia-problémáról szóló jelentésben” rámutat, hogy a maffia újjáéledése milyen veszélyekkel jár a társadalmi rendre és a gazdasági fejlődésre.
Sok szicíliai szerint a maffia igazi neve a Cosa Nostra, ami annyit tesz, hogy a „mi ügyünk”. Mások, köztük a híres köpönyegforgató maffiózó, Tommaso Buscetta, azt állítják, hogy a maffia szó csupán egy irodalmi kitaláció. Többen azok közül, akik elhagyták a maffiát, például Antonio Calderone és Salvatore Contorno, ugyanezen a véleményen voltak. Szerintük a valódi elnevezés a "cosa nostra". Azok számára, akiknek megtiszteltetés a szervezethez tartozni, teljesen mindegy, hogy miként is hívják azt. A maffiózók egymás között csak a "cosa nostra" vagy a "la stessa cosa" („ugyanaz az ügy” v. „dolog”) elnevezést használják. Csak a külvilágnak van szüksége elnevezésre, amivel illetheti őket. Ezért indokolt a nagybetűs írásmód is.
A „Cosa Nostra” kifejezést először a hatvanas évek elején használta Joseph Valachi, aki maffiózóként tanúskodott a McClellan-bizottság előtt. Annak idején ezt tényleges elnevezésnek tekintették, főleg FBI-berkekben. Később a média gondoskodott az elterjesztéséről. A megnevezés igen népszerű lett, és hamarosan kiszorította a „maffiát” is. Az FBI még névelőt is biggyesztett a kifejezés elé, így lett belőle „La Cosa Nostra”. Az olasz nyelv azonban sohasem használja a „la” névelőt, ha a maffiáról van szó. Általában a "la nostra cosa" kifejezést csak általános értelemben használják.

## Híres szicíliaiak
- Szürakuszai Arkhimédész (Siracusa, i. e. kb. 287 – 212), tudós
- Empedoklész (Agrigento, i. e. kb. 490 – kb. 430), filozófus, természettudós
- Diodórosz (i. e. 1. század), történetíró
- Gorgiász (i. e. 483 körül – i. e. 375), rétor, filozófus
- Alessandro Scarlatti (1660 - 1725), zeneszerző, Donemico Scarlatti apja
- Domenico Scarlatti , (1685 - 1757), barokk zeneszerző
- Vincenzo Bellini (1801 - 1835), klasszicista zeneszerző
- Luigi Pirandello (Chaos-Girgenti, 1867 – Róma, 1936), Nobel-díjas drámaíró
- Giuseppe Tomasi di Lampedusa (1896 – 1957), író, költő, zeneszerző
- Toto Cutugno, (1943 - 2023)  énekes, dalszerző
- Salvatore Quasimodo, (1901 - 1968), Nobel-díjas író, költő
- Don Vito Cascio Ferro (1862–1945), Az első szicíliai keresztapa
- Charles "Lucky" Luciano (1897-1962), legendás olasz-amerikai maffiózó.
- Paul Castellano (1915–1985), a Gambino-klán, Amerika legnagyobb hatalmú maffia családja feje (1976–1985)
- Joseph Bonanno, maffiózó, a Bonanno klán- később a Cosa Nostra amerikai szárnyának feje
- Andrea Camilleri (1925), író
- Salvatore "Toto" Riina, a XX. századi Cosa Nostra legvéreskezűbb vezére
- Salvatore Schillaci (1964), labdarúgó
- Maria Grazia Cucinotta (1968), színésznő
- Giovanni Meli, költő
- Nino Martoglio, költő
- Szteszikórusz (i. e. 640 körül – i. e. 555), költő
- Vincenzo Nibali országúti kerékpáros
- Frank Sinatra (1915 - 1998), szicíliai származású amerikai énekes, színművész
- Totò, ( Antonio Comneno De Curtis di Bisanzio, 1898 - 1967) olasz színész, forgatókönyvíró
- Pippo Baudo (1936-), televíziós műsorvezető
- Franco Ferrara,  olasz karmester
- Giovanni Falcone , (1939 - 1992), bíró, a maffiaellenes küzdelem egyik vezéralakja
- Carmen Consoli (1974-), énekesnő
- Jean-Paul Belmondo, (1933-2021), francia színész, apai ágon szicíliai
- Jean Belmondo, szobrászművész, a színész édesapja
- Frank Zappa, (1940-1993), szicíliai származású amerikai zeneszerző-gitáros
- John Travolta, (1954 -) amerikai színész
- Cyndi Lauper, (1953 -) amerikai énekesnő, színész, dalszerző
- Jon Bon Jovi, (John Francis Bongiovi, 1962 -), amerikai rockzenész, énekes, gitáros, dalszerző
- Lady Gaga, (Sfefani Germanotta, 1986 -) amerikai énekesnő, színész, dalszerző

## Turizmus

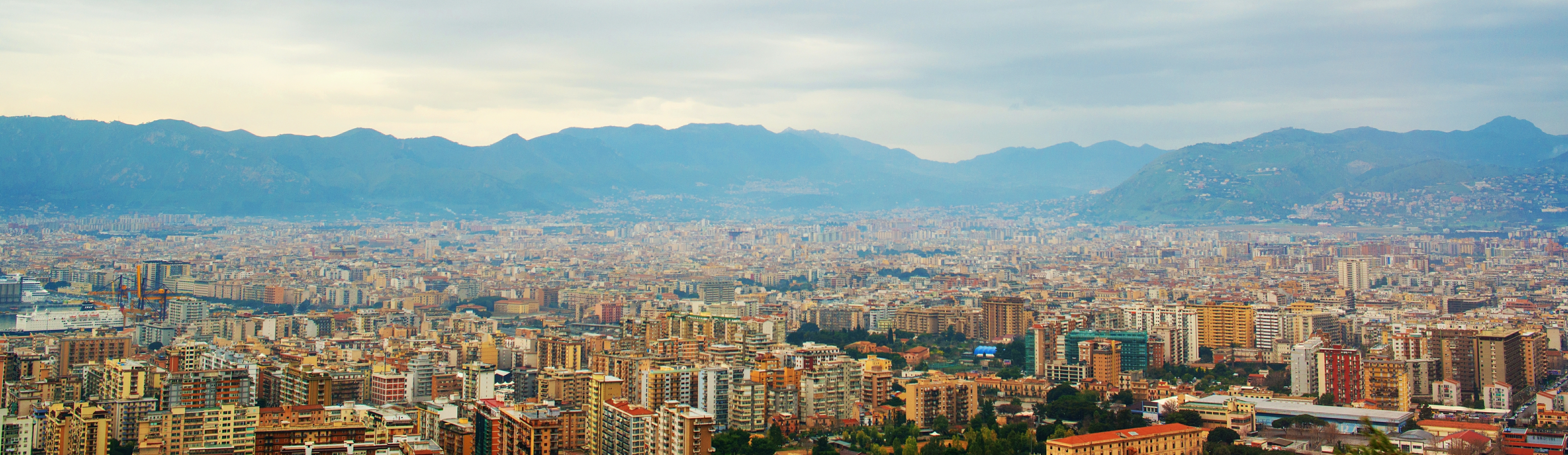
Palermo, a székhely
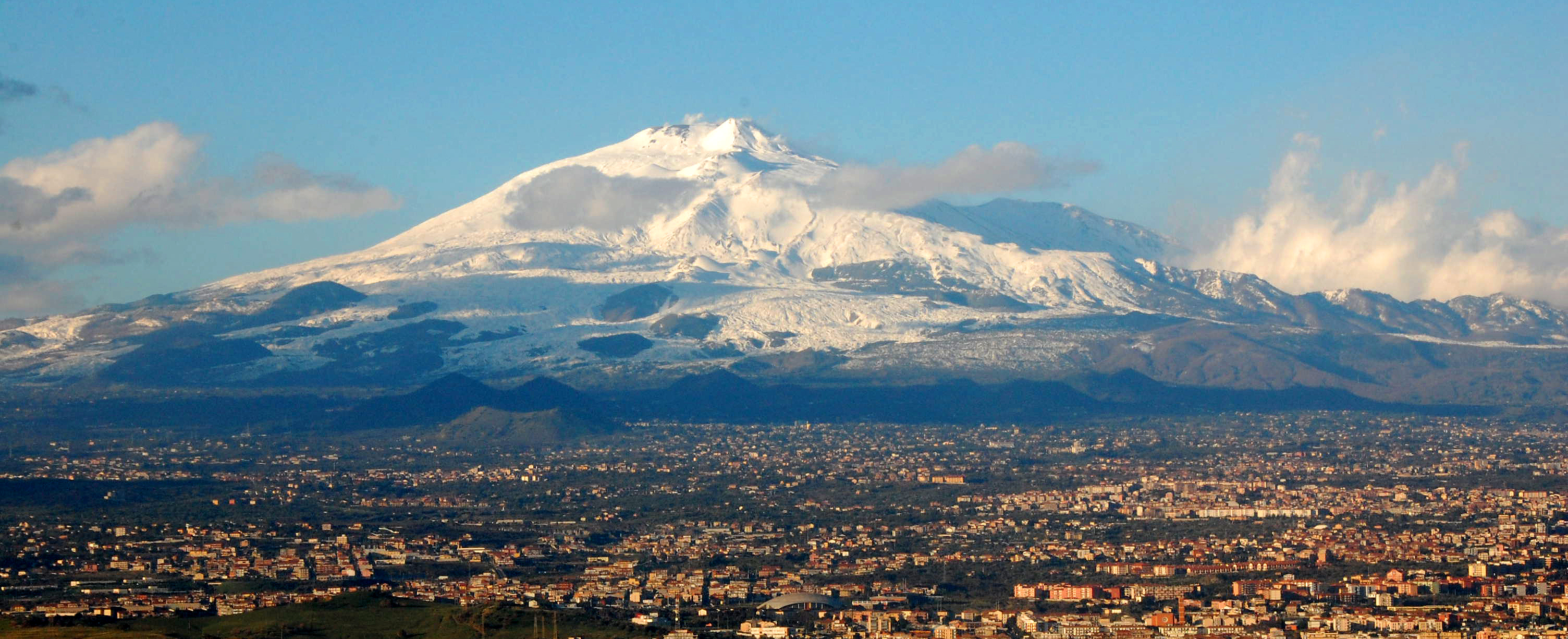
Az Etna, Európa legaktívabb vulkánja
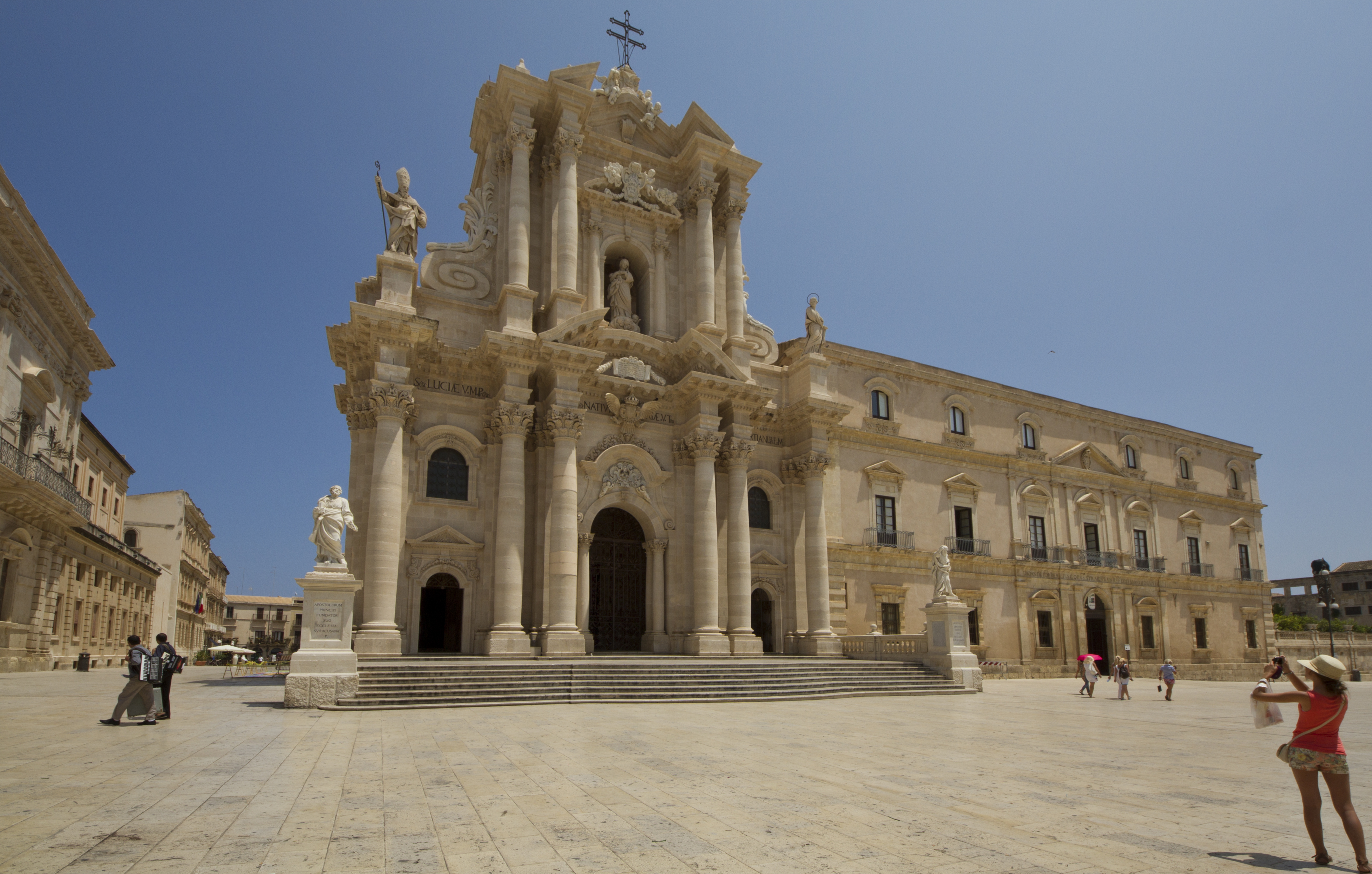
Siracusa történelmi óvárosa
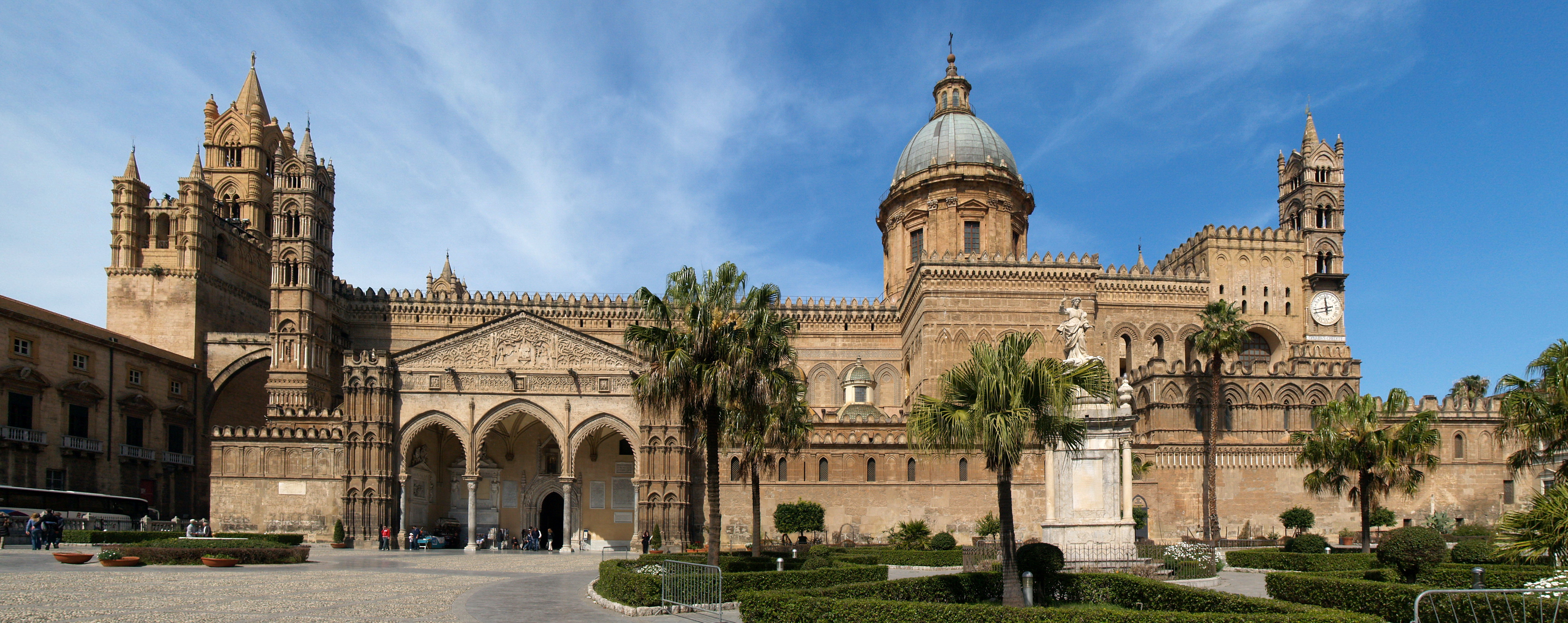
A palermoi székesegyház
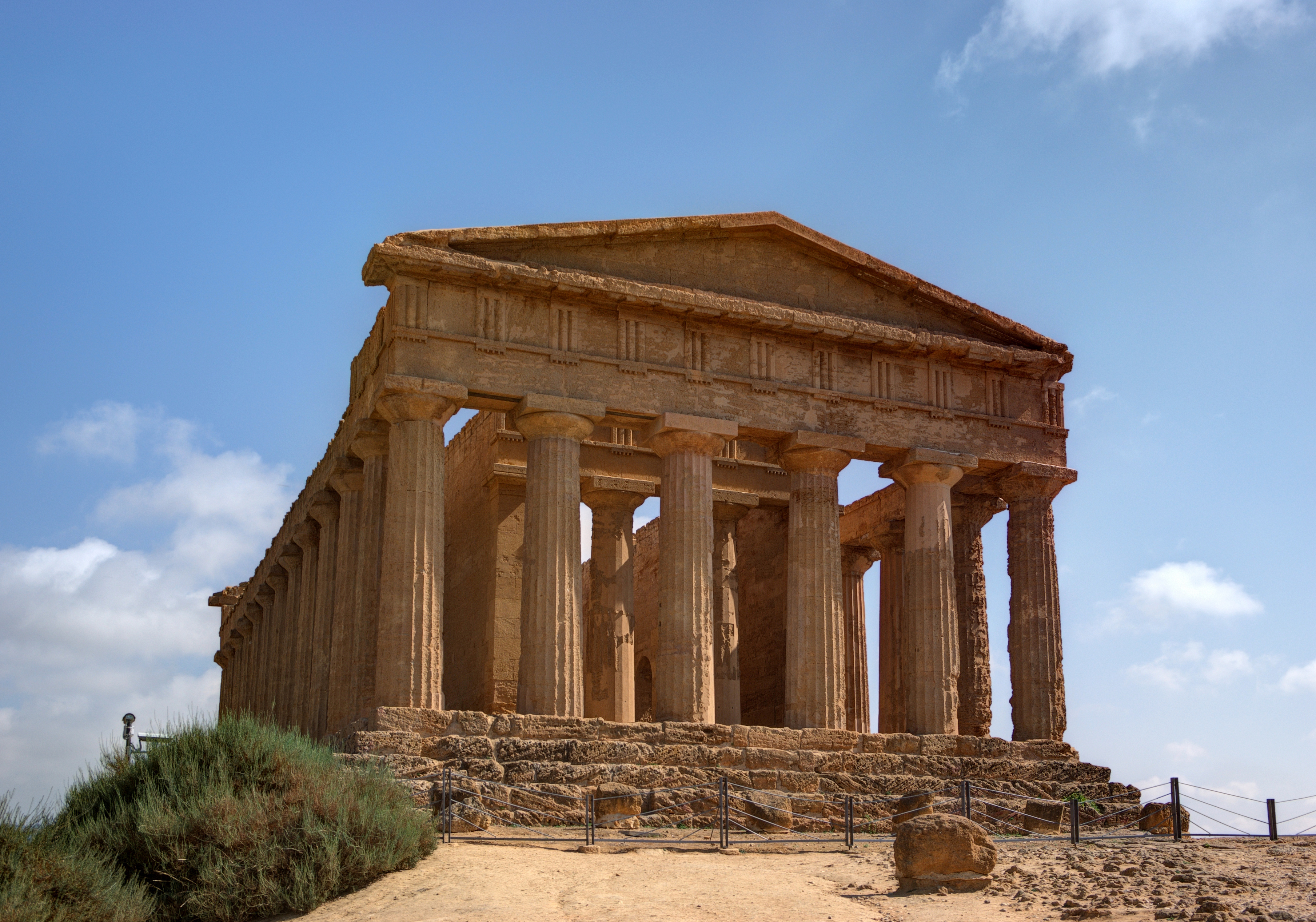
Concordia temploma